# Sân vận động Malawati
Sân vận động Malawati (tiếng Mã Lai: Stadium Malawati) là một nhà thi đấu nằm ở Shah Alam, Selangor, Malaysia. Nhà thi đấu nằm bên cạnh Sân vận động Shah Alam. Nhà thi đấu có sức chứa tối đa là 13.000 chỗ ngồi. Sân vận động Malawati được sử dụng chủ yếu cho các sự kiện khác nhau bao gồm sự kiện thể thao, buổi hòa nhạc, triển lãm và hội nghị. Nhà thi đấu có mặt sân kích thước 50 × 50 m và được lắp đặt điều hòa không khí.